# Suruç
Suruç – miasto w Turcji w prowincji Şanlıurfa.
Według danych na rok 2014 miasto zamieszkiwało 58 760 osób.
20 lipca 2015 na terenie centrum kultury w Suruçu nastąpiło do samobójczego ataku terrorystycznego, w wyniku którego śmierć poniosły co najmniej 32 osoby.